# Himno a Albacete
El Himno a Albacete, llamado a veces Himno de Albacete es un himno dedicado a la ciudad y la provincia española de Albacete, escrito en 1926 por Eduardo Quijada Alcázar con música de Manuel López Varela.

## Historia
Tras la celebración de un concurso para la elección de un himno provincial, patrocinado por el Ayuntamiento de Albacete, se eligió el escrito por Eduardo Quijada Alcázar, poniéndole música el director de la Banda Municipal, el maestro López Varela.
El himno fue presentado el 8 de septiembre de 1926, día de la Virgen de Los Llanos, patrona de la ciudad, en la llamada «fiesta del himno provincial», que tuvo lugar en la Plaza de Toros de la capital albaceteña. Intervinieron en el estreno la Banda Municipal de Albacete, la Música del Regimiento de Infantería España y la Masa Coral de Valencia.
La noche de san Juan de 1975, día del patrón de la ciudad, el himno fue reestrenado en el Teatro Circo de Albacete por la Banda Municipal de Albacete y el Orfeón de La Mancha.